# ОШ „Филип Вишњић” Доња Трнова
Основна школа „Филип Вишњић”  једна је од основних школа на подручију општине Угљевик. Налази се на адреси Доња Трнова бб у Доњој Трнови. Име је добила по Филипу Вишњићу (1767 — 1834) је једном од најпознатијих српских гуслара и твораца српских народних песама.

## Историјат
О почетку школства на овим просторима нема писаних трагова, али се претпоставља да је седамдесетих година XIX вијека постојала конфесионална школа. У првом изграђеном школском објекту у Горњој Трнови настава је одржавана до краја школске 1931/1932, а од 1933. у новим објектима у Доњој и Средњој Трнови. Школа у Доњој Трнови 1939. имала је 180 ученика, а 1945. - 120. Од 1962. школа је радила као осмогодишња. Школско подручје обухватало је насеља: Брђани, Доња Трнова, Јаковићи и дио Кацевца. Нови школски објекат изграђен је 1967, а спортска сала дограђена је школске 1981/1982, када је школа имала највећи број ученика - 608. Нови школски објекти изграђени су и у Горњој Трнови (1998) и Глињи (2002). До 1993. школа се звала "Васо Јовић Попац", потом "Милан Јовић", а од септембра 2005. носи назив ОШ "Филип Вишњић". Школске 2015/2016. имала је 240 ученика, 33 наставника и по једног вјероучитеља православне и исламске вјеронауке. У њеном саставу радиле су подручне петогодишње школе у селима Глиња, Горња Трнова и Јањари.